# Xã Porter, Quận Huntingdon, Pennsylvania
Xã Porter (tiếng Anh: Porter Township) là một xã thuộc quận Huntingdon, tiểu bang Pennsylvania, Hoa Kỳ. Năm 2010, dân số của xã này là 1.968 người.